# Кокереллева мадагаскарская кукушка
Кокереллева мадагаскарская кукушка (лат. Coua coquereli) — вид птиц из семейства кукушковых. Он был назван в 1867 году французским натуралистом Альфредом Грандидье в честь французского военно-морского хирурга и натуралиста Шарля Кокереля. Подвидов не выделяют.

## Распространение
Эндемик Мадагаскара. Обитает в западной части острова в сухих лиственных лесах.

## Описание
Длина тела 42 см, масса 160 г (единственная взвешенная особь), одна молодая особь весила 135 г. Представители вида напоминают уменьшенную версию Coua gigas. Верхняя часть тела взрослых особей оливково-зелёная, лицо чёрное, кончик хвоста белый. Нижняя часть груди рыжего цвета. Радужка красная, а клюв и ноги сероватые.

## Биология
Питаются насекомыми, пауками, членистоногими. Семена и ягоды также являются частью рациона. Фрукты составляют 20 % рациона. 

### Размножение
Моногамны. Размножение происходит в сезон дождей, с ноября по апрель. Гнёзда строят на высоте нескольких метров от земли в густой растительности. В отличие от многих других кукушек, эта птица строит собственное гнездо, насиживает собственные яйца и выращивает птенцов.
Гнездо чашеобразное сооружается из веточек, мелких веточек, черешков и коры. Размер гнезда 19,4 х 14,1 см, а высота — 13 сантиметров. Гнёздо размещается на высоте от трёх до восьми метров либо в лианах, либо на стволе дерева. В кладке два-три тускло-белых яиц размером 33,5 × 25 мм. Молодые особи покидают гнездо примерно через девять дней, когда всё еще покрыты пухом и не могут летать.

## Охранный статус
МСОП присвоил таксону охранный статус «Виды, вызывающие наименьшие опасения» (LC).